# Mikhail Gudkov
Mikhail Evgenievitch Gudkov (em russo: Михаи́л Евге́ньевич Гудко́в; Ukrainsk, Oblast de Donetsk - Oblast de Kursk, 2 de julho de 2025) foi um militar russo, major-general, o primeiro e atualmente duas vezes Herói da Federação Russa (2023, 2025 – postumamente). Vice-comandante-em-chefe infantaria naval e forças costeiras da Marinha da Rússia entre março até sua morte. Foi morto durante a invasão russa da Ucrânia.
Anteriormente, ocupou o cargo de comandante da 155.ª Brigada de Fuzileiros Navais de Guardas de Kursk, condecorada com as ordens de Júkov e de Suvorov, da Frota do Pacífico.

## Biografia
Nasceu em 11 de janeiro de 1983 na cidade de Ukrainsk, no Oblast de Donetsk. Posteriormente, sua família mudou-se para Novosibirsk. Em 2000, concluiu os estudos na escola nº 81 de Novosibirsk.
Em 2005, formou-se na Escola Superior de Comando Militar de Novosibirsk (faculdade de "Emprego de unidades de reconhecimento militar"). No mesmo ano, foi designado para as Forças Aerotransportadas da Rússia. Serviu na 83.ª Brigada Aerotransportada Separada e, a partir de 2010, na brigada de assalto aerotransportada em Ussuriisk, no Krai de Primorie. Percorreu o caminho de comandante de pelotão paraquedista até comandante de batalhão de assalto aerotransportado.
Após se formar na Academia de Armas Combinadas das Forças Armadas da Federação Russa, foi nomeado vice-comandante da 155.ª Brigada de Fuzileiros Navais Separada da Frota do Pacífico. No início da década de 2020, ocupou o cargo de comandante da mesma brigada. Participou da operação militar da Rússia na Síria.

### Invasão russa da Ucrânia
A partir de 24 de fevereiro de 2022, como comandante da 155.ª Brigada de Fuzileiros Navais Separada, Gudkov participou da invasão russa da Ucrânia. Ele foi condecorado com o título de Herói da Federação Russa em 2023 e promovido ao posto de major-general em 2024. Em março de 2025, Gudkov foi nomeado vice-comandante-em-chefe da Marinha Russa. O presidente da Rússia anunciou sua nomeação durante um encontro com a tripulação do submarino nuclear K-564 Arkhangelsk. Vladimir Putin elogiou Gudkov na ocasião, dizendo que a 155.ª Brigada, sob seu comando, era uma unidade de elite e uma das melhores que a Rússia possuía. Em sua nova função, Gudkov era responsável por toda a infantaria naval da Marinha Russa, bem como por todas as tropas costeiras de mísseis e artilharia.
Em 2 de julho de 2025, Gudkov foi morto por um ataque com mísseis ucranianos no Oblast de Kursk. Sua morte foi anunciada pelo governador do Krai de Primorie, Oleg Kojemiako, em 3 de julho. Segundo canais russos e ucranianos do Telegram, Gudkov e outros dez oficiais morreram em decorrência de um ataque ucraniano a um posto de comando próximo ao povoado de Korenevo, a cerca de 30 km da fronteira com a Ucrânia.
Em 3 de julho, o Ministério da Defesa da Rússia confirmou que Gudkov foi morto no dia anterior durante o cumprimento de uma missão de combate na região fronteiriça da Oblast de Kursk. Junto com Gudkov, também morreram: o então comandante da 155.ª Brigada de Fuzileiros Navais Separada, coronel da guarda Sergei Ilin, seu assistente, tenente-coronel da guarda Nariman Shikhaliev, e outros oficiais do estado-maior.
Autoridades ucranianas haviam anteriormente acusado Gudkov e seus subordinados de cometer uma série de crimes de guerra. Gudkov é um dos oficiais militares russos de mais alta patente mortos desde o início da invasão em grande escala da Ucrânia em 2022.
A cerimônia de despedida e o funeral ocorreram em 8 de julho de 2025, no Memorial Militar Federal “Panteão dos Defensores da Pátria”.

## Vida pessoal
Gudkov foi casado com Janna Anatolievna Gudkova.

## Prêmios
- Duas vezes Herói da Federação Russa (2023,[14][15][16] 2025 – postumamente);[17][18]
- Duas Ordens da Coragem;
- Medalha de Júkov;
- Diversas medalhas do Ministério da Defesa da Federação Russa;
- Herói de Primorie.[19]

## Memória
- Em Novosibirsk, foi instalada uma placa memorial (2024) no edifício do Liceu nº 81, onde Mikhail Gudkov estudou.[6]
- À 155.ª Brigada de Fuzileiros Navais Separada de Kursk, condecorada com as ordens de Júkov e de Suvorov, da Frota do Pacífico, foi concedido o título honorífico “em nome do duas vezes Herói da Federação Russa, major-general M. E. Gudkov”.[20]
- Com o objetivo de perpetuar a memória do primeiro duas vezes Herói da Federação Russa, M. E. Gudkov, estão previstos:
  - a instalação de um monumento em Kursk;[21]
  - a atribuição do nome de M. E. Gudkov a uma das ruas de Donetsk;[22]
  - a atribuição do nome de M. E. Gudkov a uma filial da Escola Naval Nakhimov em Mariupol;
  - a atribuição do nome de M. E. Gudkov a uma das escolas da RPD (possivelmente em sua cidade natal, em Ukrainsk).[23]